# Jeong Mi-gyeong
Jeong Mi-gyeong (정미경?; 23 dicembre 1965) è un'ex cestista sudcoreana.

## Carriera
Con la Corea del Sud ha disputato le Olimpiadi del 1988 e i Campionati del mondo del 1990).